# Ferdinand Cohn
Ferdinand Julius Cohn, född 24 januari 1828 i Breslau, Schlesien, död 25 juni 1898 i Breslau, var en tysk botaniker och mikrobiolog, som blev extraordinarie professor 1859 och 1872 ordinarie professor i botanik vid universitetet i Breslau och föreståndare för den av honom 1866 grundade växtfysiologiska institutionen där. Cohn behandlade i sin forskning främst algers, svampars och bakteriers biologi, morfologi och utvecklingshistoria, samt beskrev hjuldjuren. Tillsammans med Robert Koch anses han vara en av grundarna av modern bakteriologi. Benämningen bacill går tillbaka till Cohn. Hans officiella författarförkortning som botaniker är "COHN".

## Biografi
Cohn var son till oljehandlaren och senare konsul Isaac Cohn och hans hustru Amalie, född Nissen. Hans bror blev en välkänd författare med namnet Oskar Justinus. Efter att ha gått ut gymnasiet vid sexton års ålder 1844 vid Maria Magdalenen Gymnasium i Breslau studerade han naturvetenskap (botanik) i Breslau. På grund av sitt judiska ursprung fick han inte doktorera i Breslau, varför han 1846 flyttade till Berlin, där han studerade med handledning av Eilhard Mitscherlich, och tog 1847 sin doktorsexamen vid 19 års ålder. 
Cohn var gift med Pauline Cohn, född Reichenbach (1844–1907), som tillägnade honom ett minnesmärke 1901. Han avled 1898 i sin hemstad Breslau där hans grav fortfarande idag (2021) finns kvar på den gamla judiska kyrkogården.

## Karriär
År 1849 blev han medlem av Leopoldinisch-Carolinische Akademie och hedersmedlem i Regensburg Botanical Society. År 1850 var han privatdocent i Berlin. År 1851 utnämnde universitetet i Breslau honom till privatdocent. År 1852 blev han medlem och 1856 chef för den botaniska delen av Schlesischen Gesellschaft für vaterländische Kultur. Ferdinand Cohn var medlem av Gesellschaft Deutscher Naturforscher und Ärzte och Gesellschaft der Brüder. 
År 1859 habiliterade han i Breslau och blev docent och chef för universitetets botaniska museum. År 1866 grundade han Institutet för växtfysiologi.
År 1870 upptäckte han en trådliknande bakterie i dricksvattenbrunnar. Han kallade sin upptäckt fontäntråd eller Crenothrix polyspora. Idag anses Cohns huvudsakliga vetenskapliga arbete vara hans ansträngningar att klassificera bakterier.
År 1872 blev han professor i botanik. Han ägnade sig åt biologin i de lägre livsformerna, särskilt bakterier, blev en av grundarna av mikrobiologi och etablerade användningen av sterila kulturmedier. Han återupptäckte också Den botaniska trädgården Lorenz Scholz von Rosenau i Breslau. År 1895 blev han korresponderande ledamot av Vetenskapsakademien i Paris och 1889 av Preussiska vetenskapsakademin.